# Golf von Korinth

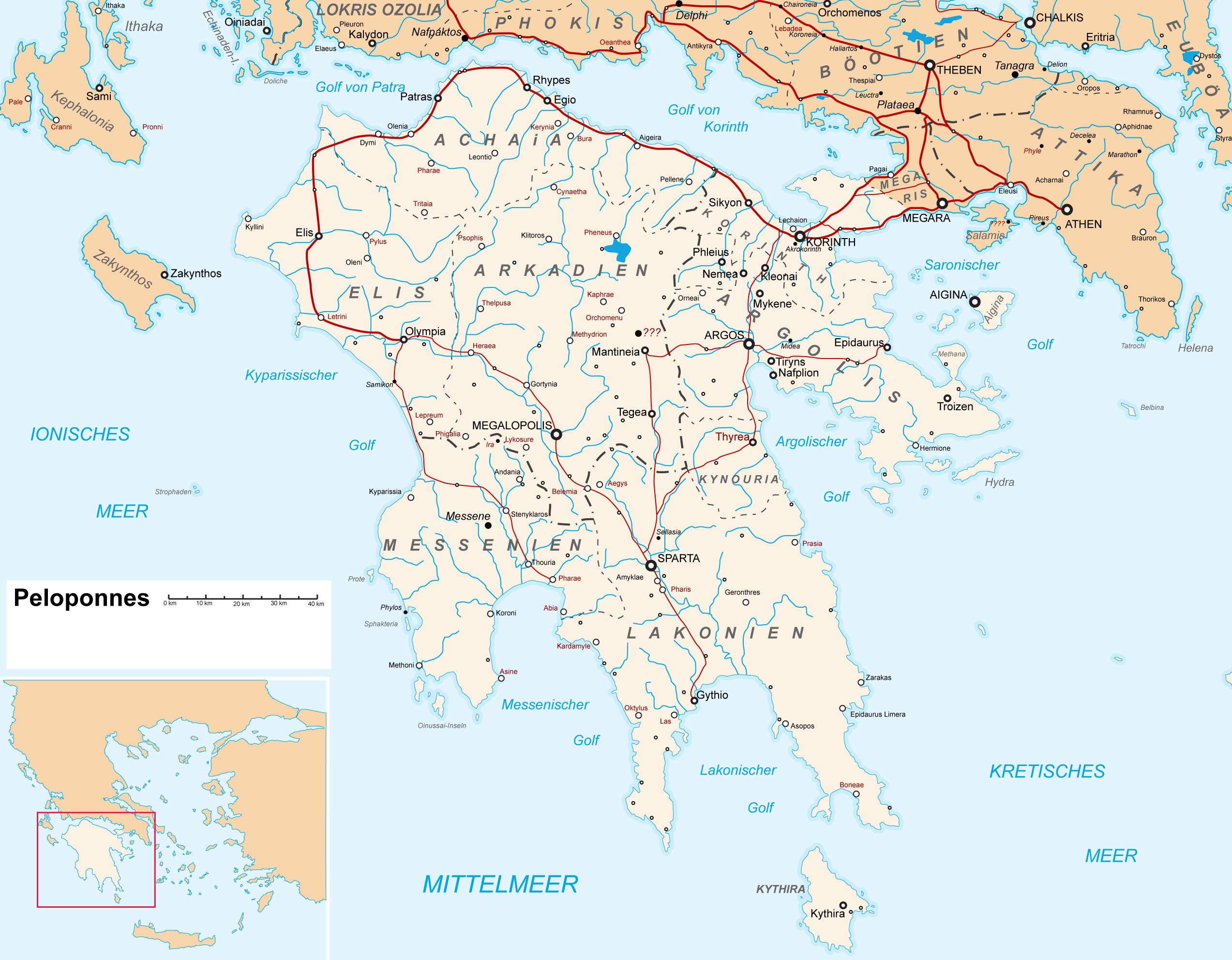
Karte des Peloponnes

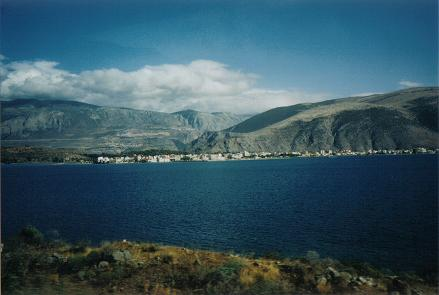
Golf von Korinth

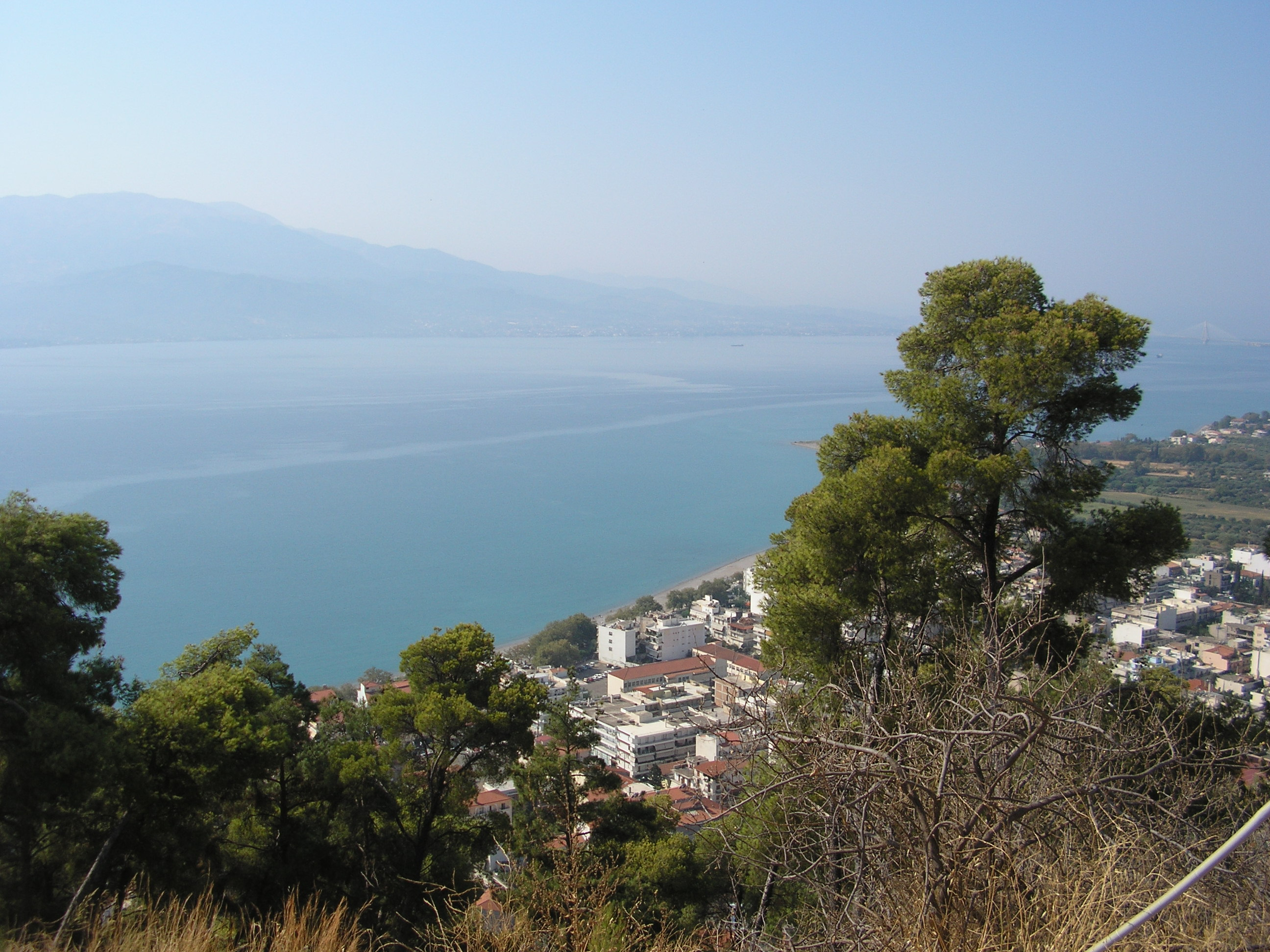
Der Golf von Korinth von Nafpaktos aus gesehen

Der Golf von Korinth (griechisch Κορινθιακός Κόλπος, Korinthiakós Kólpos) ist eine langgestreckte Bucht des Ionischen Meeres zwischen Roumelien (Zentralgriechenland) im Norden und dem Peloponnes im Süden. Begrenzt wird er im Osten durch den Isthmus von Korinth und im Westen durch die zum Golf von Patras führende Meerenge von Rio-Andirrio (Στενό Ρίου-Αντίρριου), die seit 2004 von der Rio-Andirrio-Brücke überbrückt wird. Benannt ist er nach der wichtigen Hafen- und Handelsstadt Korinth. Seine Länge beträgt 127 Kilometer, seine Breite 8,4 bis 32 Kilometer und seine Tiefe bis 930 Meter. Am Ende des Golfs von Korinth verbindet seit 1893 der Kanal von Korinth das Ionische Meer mit der Ägäis.

## Geologie
Der Golf von Korinth entstand durch die westwärtige Verschiebung der Anatolischen Platte gegenüber der Eurasischen Platte, die sich beide mit 10 mm pro Jahr gegeneinander bewegen. Dadurch kommt es in dieser Gegend relativ häufig zu Erdbeben.